# Więcej (singel Carli Fernandes)
Więcej – singel polskiej piosenkarki Carli Fernandes. Singel został wydany 12 września 2024.
Kompozycja znalazła się na 9. miejscu listy OLiA, najczęściej odtwarzanych utworów w polskich rozgłośniach radiowych.

## Geneza utworu i historia wydania
Utwór napisali i skomponowali Dominic Buczkowski-Wojtaszek, Patryk Kumór, Bartłomiej Marszałek, Carla Fernandes, Jan Bielecki i Frank Bo, natomiast za produkcję piosenki odpowiadał Hotel Torino. Piosenkarka o singlu:

Kiedy się zakochujemy, wszystko inne schodzi na drugi plan. Świat staje się piękniejszy, a chwile bez drugiej osoby wydają się wiecznością. Stajemy się nierozłączni i nawet wspólne »tracenie czasu« jest niesamowitym wspomnieniem. Chociaż mówi się, że zakochanie mija, to jeśli znajdziemy w swoim życiu bratnią duszę, to uczucie może trwać przez całe życie.

Singel ukazał się w formacie digital download 12 września 2024 w Polsce za pośrednictwem wytwórni płytowej DB4 Management w dystrybucji Universal Music Polska.
31 grudnia 2024 wystąpiła z piosenką podczas Sylwestra z Dwójką organizowanego w Chorzowie i emitowanego na antenie stacji TVP2.

## „Więcej” w stacjach radiowych
Nagranie było notowane na 9. miejscu w zestawieniu OLiA, najczęściej odtwarzanych utworów w polskich rozgłośniach radiowych.

## Teledysk
Do utworu powstał teledysk w reżyserii Mikołaja Matyjaska, który udostępniono w dniu premiery singla za pośrednictwem serwisu YouTube.

## Lista utworów
- Digital download[3]

1. „Więcej” – 2:33

## Notowania
| Kraj   | Lista (2024)                   | Najwyższa pozycja |
| ------ | ------------------------------ | ----------------- |
| Polska | OLiS – oficjalna lista airplay | 9                 |

| Kraj   | Lista (2024)                   | Pozycja |
| ------ | ------------------------------ | ------- |
| Polska | OLiS – oficjalna lista airplay | 85      |

## Wyróżnienia
| Rok  | Konkurs                  | Kategoria    | Rezultat    |
| ---- | ------------------------ | ------------ | ----------- |
| 2024 | Przebój roku RMF FM 2024 | Przebój roku | 88. miejsce |